# Халдеев, Геннадий Владимирович
Генна́дий Влади́мирович Халде́ев (13 июля 1943, Иркутск — 17 июля 1998, Пермь) — советский химик, доктор химических наук, профессор, заведующий кафедрой физической химии (1986–1998) Пермского университета. Член научного совета по электрохимии и коррозии РАН, объединенного ученого совета УрО РАН по металлургии, неорганической и физической химии. Автор нескольких патентов в области физхимии, обладатель звания «Лучший изобретатель Пермской области 1990 года». Один из основоположников направления в электрохимии и коррозии металлов «Химическое сопротивление наводороженных металлов».

## Биография
Родился в г. Иркутске в семье военнослужащего.
В 1966 году окончил химический факультет Пермского госуниверситета (руководитель дипломной работы доцент В. П. Аликин), затем аспирантуру там же (руководитель — профессор В. В. Кузнецов), успешно защитил кандидатскую (1971, «Исследование водородной хрупкости металлов при катодной поляризации в серной кислоте, содержащей стимуляторы новодороживания») и докторскую (1986) диссертации.
В докторской диссертации, в сущности, было заложено новое направление в электрохимии и коррозии металлов — «химическое сопротивление наводороженных металлов».
Развитие нового направления было необходимо для правильного выбора коррозионно- и водородостойких материалов, создания новых технологий обработки металлических материалов, повышения надежности конструкций в наводороживающих и коррозионно-активных средах. В последнее время занимался теорией растворения металлических кристаллов в электролитах, развивал новые подходы к процессам растворения металлов и сплавов, в основу которых положены иерархия дефектов кристаллов и её эволюция.
Член научного совета по электрохимии и коррозии РАН, объединённого ученого совета УрО РАН по металлургии, неорганической и физической химии, редколлегии журнала «Урал-ЭКор», председатель совета по защите докторских и кандидатских диссертаций.

## Общественная деятельность
- Был председателем совета ассоциации интеллигенции Прикамья (с 1993).
- Избирался депутатом Пермского областного совета народных депутатов и в нём — председателем комиссии по науке и научно-техническому прогрессу, а также был координатором экспертного совета при губернаторе области.

## Патенты
- Состав для чистки и удаления оксидов и накипи с поверхности черных и цветных металлов. 1641876
- Состав для чистки и удаления оксидов и накипи с металлической поверхности. 1555347
- Тиосемикарбазон 2-ацетил-3-метил-4,5-дифенилтиофена в качестве компонента реактива для химического и электрохимического изолирования сульфидных и карбидных включений в углеродистых сталях. 1505943
- 1,5-ди-(п-толил)-3-(3ъ-метил-3ъ-этил-3ъ,4ъ- дигидроизохинолил-1ъ)формазан в качестве компонента реактива для химического и электрохимического изолирования сульфидных и карбидных включений в углеродистых сталях. 1444336
- Устройство для извлечения металлов из электролитических растворов. 2048614
- Электролит цинкования. 1126632
- Электролит для нанесения никелевых покрытий. 1093733

## Избранные научные работы
Опубликовал семь монографий, более 400 статей, получил более 40 патентов и авторских свидетельств. В центральных издательствах вышли его книги «Наводороживание металлов в электролитах» (1993, в соавторстве с проф. В. В. Кузнецовым и В. И. Кичигиным), «Ингибирование растворения металлов» (1993). Одну из своих книг — «Структурная коррозия металлов» (1994) существенно переработал, дополнил и почти подготовил к изданию, но опубликована она была лишь посмертно.
- Халдеев Г. В., Гогель В. К. Система ниобий-водород, её физические и коррозионно-электрохимические свойства // Успехи химии. 1987. Том 56. № 7. С. 1057–1081.
- Халдеев Г. В. Кооперативные модели растворения металлических кристаллов // Успехи химии. 1992, Том 61, № 9, С. 1623–1655.
- Халдеев Г. В. Электрохимия монокристаллов переходных металлов с хорошо аттестованными поверхностями // Успехи химии. 1992, Том 61, № 4, С. 734–764.
- Халдеев Г. В. Ингибирование растворения металлов [Текст] : монография / Г. В. Халдеев ; Отв. ред. Ю. М. Полукаров. Москва : Наука, 1993. 203 с. : ил. ISBN 5-02-001632-2 : Б. ц. Библиогр.: с. 194–202.
- Кузнецов В. В., Халдеев Г. В., Кичигин В. И. Наводороживание металлов в электролитах. 243,[1] с. ил. 20 см. М.: Машиностроение, 1993.
- Халдеев Г. В. Физическая химия растворения металлов // Успехи химии. 1994, Том 63, № 12. С. 1044–1063.
- Халдеев Г. В. Структурная коррозия металлов [Текст] / Г. В. Халдеев; Отв. ред. Полукаров Ю. М.; Рос. акад. наук. Ин-т физ. химии, Перм. гос. ун-т им. А. М. Горького. Пермь : [б. и.], 1994. 473 с. : ил. Библиогр.: с. 429–449. Указ. предм., имен.: с. 450–464.
- Халдеев Г. В., Петров С. Н. Компьютерное моделирование электрохимических процессов на межфазной границе // Успехи химии. 1998, Том 67. № 2, С. 107–124.

## Награды и звания
- Три раза был назван лучшим ученым года Пермского университета (1972, 1984, 1994).
- Обладатель звания «Лучший изобретатель Пермской области 1990 года».